# Paweł Jarczewski
Paweł Jarczewski (sinh ngày 4 tháng 2 năm 1967 tại Kalisz) là doanh nhân Ba Lan. Ông là chủ tịch ban quản lý của Tập đoàn Azoty cho đến tháng 3 năm 2016, và từ năm 2008-2013 là chủ tịch ban quản lý của Tập đoàn Azoty "PUŁAWY". Ông tốt nghiệp Trường Kinh tế Warszawa, chuyên ngành kinh tế và tổ chức ngoại thương và là thạc sĩ kinh tế.

## Sự nghiệp kinh doanh
Từ tháng 5 năm 2013 đến tháng 3 năm 2016, ông giữ chức chủ tịch hội đồng quản trị của Tập đoàn Azoty. Trong Tập đoàn Azoty, ông chịu trách nhiệm quản lý, giám sát các đơn vị có trong Tập đoàn và Trung tâm Kinh doanh Nông nghiệp ở Tập đoàn Azoty. Ông quản lý mảng công nghệ thông tin, chuyển đổi cơ cấu sở hữu và thực hiện các chính sách trong Tập đoàn Azoty. Trong thời kỳ ông là chủ tịch của Tập đoàn Azoty, các cơ sở sau đã được khai trương:
- Nhà máy sản xuất ngưng tụ carbon dioxide;[4]
- Nhà máy sản xuất polyamide 6 mới tọa lạc ở Tarnów.[5]
- Công trình phục hồi lưu huỳnh từ khí thải và khu phức hợp phân bón;[6]
- Kho lưu trữ amonia.[7]
- Cơ sở chế biến mỡ động vật và dầu thực vật thành acid béo và stearin.[8]
- Sản xuất chất dẻo Oxoviflex™;[9]
- Nhà máy nhiệt điện.[10]
- Lắp đặt để sản xuất propylene bằng phương pháp PDH.[11]

## Hoạt động quốc tế
Tháng 5 năm 2014, ông được đề cử vào vị trí Thành viên Ban quản lý khu vực thuộc Hiệp hội Công nghiệp Phân bón Quốc tế (IFA). Tháng 6 năm 2015, ông là Chủ tịch Ủy ban Công nghệ, Bảo trì và An toàn Sản xuất tại IFA. Ông đại diện cho Công ty tại diễn đàn Hiệp hội Hóa dầu Châu Âu (EPCA). Ngoài ra, ông còn tham gia nhiều hội nghị cấp quốc gia và quốc tế, với tư cách là đại diện của ngành công nghiệp hóa chất Ba Lan tham dự hội nghị ở Davos.

## Hoạt động học thuật
Tháng 11 năm 2011, ông thúc đẩy sự hợp tác giữa Tập đoàn Azoty “Puławy” với Viện Phân bón khoáng, Viện Trồng trọt và Khoa học trực thuộc Đại học Khoa học Đời sống Warszawa và Tổ chức Giáo dục Đại học ở Puławy, xây dựng một nền tảng là trung tâm trao đổi kiến thức giữa nông dân, cố vấn nông nghiệp, tổ chức khoa học và các doanh nghiệp.